# BredaMenarinibus Avancity
Il BredaMenarinibus Avancity è stato un modello di autobus, autosnodato e filosnodato prodotto dall'azienda italiana BredaMenarinibus, oltre che su licenza dall'azienda turca Karsan, tra il 2004 e il 2014. La produzione è avvenuta nello stabilimento Menarini di Bologna e nello stabilimento Karsan di Bursa.

## Storia

### Avancity (2004-2008)
L'Avancity fu presentato da BredaMenarinibus nel 2004 per sostituire il Monocar 240, da cui riprese il telaio, la scocca e la nomenclatura, nonostante una leggera rivisitazione estetica portata avanti dallo studio Vernacchia Design che ne modificò i fanali e la parte posteriore del mezzo. Inoltre, dal punto di vista meccanico, il motore fu adeguato prima allo standard Euro IV e poi Euro V. La produzione è iniziata nel corso dell'anno successivo.

### Avancity+ (2008-2013)
Nel 2008 BredaMenarinibus presenta l'Avancity+, con un parziale cambiamento estetico che vede la carenatura estesa su tutto l'imperiale e un andamento più sinuoso delle vetrate laterali, che conferivano al mezzo una maggiore dinamicità. Nello stesso anno fu lanciata la versione snodata da 18 metri oltre che quella filosnodata della medesima lunghezza, prodotta in collaborazione con Škoda Electric.
Con la presentazione del nuovo BredaMenarinibus Citymood nel novembre 2013 è stata interrotta la produzione dell'Avancity in tutte le sue versioni.

## Tecnica

### Avancity (2004-2008)
La prima gamma di Avancity comprendeva tre versioni suddivise per lunghezza: 10,79 metri (N), 11,96 metri (L) e 18,125 metri (S) e disponibili con alimentazione a gasolio o a gas naturale compresso (Exobus). Tutti i mezzi erano realizzati con scocca in profilati di acciaio ad alta resistenza elettrosaldati per formare un'unica struttura integrata portante con passaruota in lamiera di acciaio. Le varie motorizzazioni, prodotte dalle aziende tedesche Daimler, Deutz e MAN, erano montate tutte in posizione trasversale posteriore fatta eccezione che sulla versione snodata, dove il motore era posto in posizione longitudinale laterale.
L'Avancity N e l'Avancity L montavano di base o un motore Diesel a quattro tempi Deutz TCD 2013 L06 4V con sistema di riduzione selettiva catalitica o un Mercedes-Benz OM 906 LA (versione a gasolio) o, nella versione Exobus, un Mercedes-Benz M 906 LAG. Ai motori erano abbinati nella versione a gasolio i cambi automatici ZF 5 HP 594 Ecomat 4 a cinque marce più retromarcia, VOITH DIWA 864.5 a quattro marce più retromarcia o ZF 6 HP 594 Ecomat 4 a sei marce più retromarcia, mentre nella versione Exobus le opzioni comprendevano lo ZF 5 HP 504 Ecomat 4 o il VOITH DIWA 854.3.
L'Avancity S, disponibile nel solo allestimento urbano, montava invece un motore Diesel a quattro tempi MAN D2066 LOH5 con sistema EG e PMKat abbinato ad un cambio automatico VOITH DIWA 864.5 a quattro marce più retromarcia.
| Versione           | Lunghezza | Larghezza | Altezza | Tara    | Motore/i                                      | Posti        |
| ------------------ | --------- | --------- | ------- | ------- | --------------------------------------------- | ------------ |
| Avancity NU        | 10,8 m    | 2,5 m     | 3,060 m | 11,35 t | Mercedes-Benz OM 906 LA Deutz TCD 2013 L06 4V | da 86 a 93   |
| Avancity NS        | 10,8 m    | 2,5 m     | 3,060 m | 11,35 t | Mercedes-Benz OM 906 LA Deutz TCD 2013 L06 4V | da 76 a 83   |
| Avancity NU Exobus | 10,79 m   | 2,5 m     | 3,265 m | 12 t    | Mercedes-Benz M 906 LAG                       | da 86 a 93   |
| Avancity NS Exobus | 10,79 m   | 2,5 m     | 3,265 m | 12 t    | Mercedes-Benz M 906 LAG                       | da 76 a 83   |
| Avancity LU        | 11,96 m   | 2,5 m     | 2,93 m  | 11 t    | Mercedes-Benz OM 906 LA                       | ca 111       |
| Avancity LS        | 11,96 m   | 2,5 m     | 2,93 m  | 11 t    | Mercedes-Benz OM 906 LA                       | ca 92        |
| Avancity LU Exobus | 11,96 m   | 2,5 m     | 2,93 m  | 11 t    | Mercedes-Benz M 906 LAG                       | ca 111       |
| Avancity LS Exobus | 11,96 m   | 2,5 m     |         |         | Mercedes-Benz M 906 LAG                       | ca 92        |
| Avancity S         | 18,125 m  | 2,525 m   | 3,032 m | 17 t    | MAN D2066 LOH5                                | da 160 a 170 |

### Avancity+ (2008-2013)

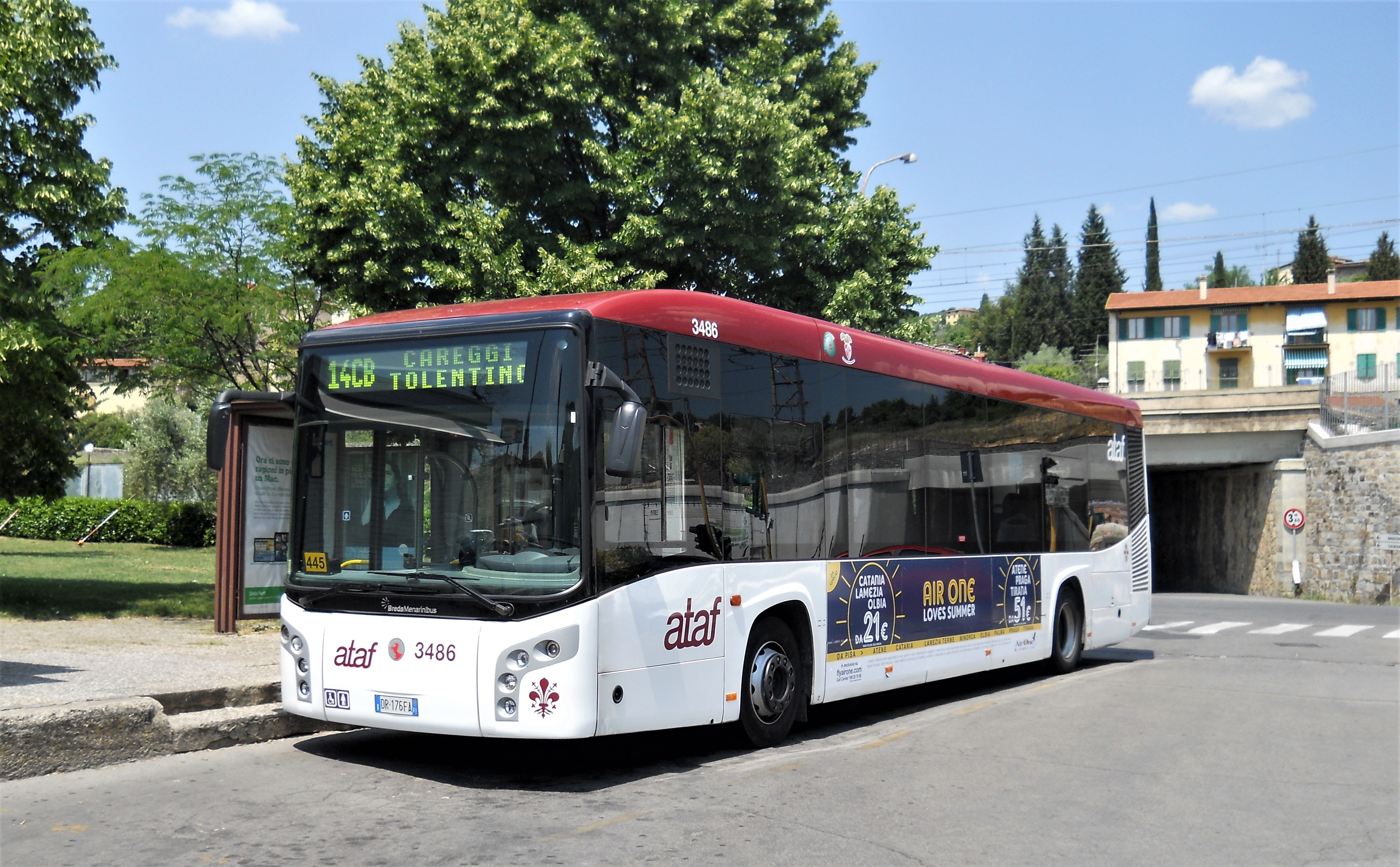
Avancity+ di ATAF Firenze

Con il lancio della gamma Avancity+ sono state mantenute le tre versioni con lievi modifiche negli allestimenti interni oltre che nelle principali misure. Le versioni N e L hanno mantenuto le motorizzazioni Deutz TCD 2013 L06 4V per la versione a gasolio e Mercedes-Benz M 906 LAG per la versione Exobus mentre la versione snodata ha implementato il MAN D2066 LUH42 per la versione a gasolio e il MAN E2876 LUH02 per la versione Exobus.
Basandosi sull'Avancity+ S BredaMenarinibus, con la collaborazione di Škoda Electric e Kirsch Enery Systems, ha sviluppato una versione filoviaria (HTB) del mezzo, leggermente più corta rispetto all'originale, dotata di aste di captazione e ad alimentazione bimodale a gasolio ed elettrica da linea aerea a 750 Volt in corrente continua. Questa versione, utilizzata solo dalla rete filoviaria di Roma, monta un motore MAN D0836 LFL 64 e un gruppo motogeneratore Kirsch MPU 175DIPME.
| Versione            | Lunghezza | Larghezza | Altezza | Tara       | Motore/i                | Posti        |
| ------------------- | --------- | --------- | ------- | ---------- | ----------------------- | ------------ |
| Avancity+ NU        | 10,83 m   | 2,5 m     | 3,151 m | 11,35 t    | Deutz TCD 2013 L06 4V   | da 89 a 97   |
| Avancity+ NS        | 10,83 m   | 2,5 m     | 3,151 m | 11,35 t    | Deutz TCD 2013 L06 4V   | da 77 a 85   |
| Avancity+ NU Exobus | 10,83 m   | 2,5 m     | 3,373 m | 12 t       | Mercedes-Benz M 906 LAG | da 86 a 93   |
| Avancity+ NS Exobus | 10,83 m   | 2,5 m     | 3,373 m | 12 t       | Mercedes-Benz M 906 LAG | da 76 a 83   |
| Avancity+ LU        | 12 m      | 2,5 m     | 3,151 m | 12,065 t   | Deutz TCD 2013 L06 4V   |              |
| Avancity+ LS        | 12 m      | 2,5 m     | 3,151 m | 12,065 t   | Deutz TCD 2013 L06 4V   |              |
| Avancity+ LU Exobus | 12 m      | 2,5 m     | 3,373 m |            | Mercedes-Benz M 906 LAG | da 100 a 102 |
| Avancity+ LS Exobus | 12 m      | 2,5 m     | 3,373 m | da 85 a 93 | Mercedes-Benz M 906 LAG |              |
| Avancity+ S         | 18,125 m  | 2,525 m   | 3,060 m | 17 t       | MAN D2066 LUH42         | da 147 a 155 |
| Avancity+ S Exobus  | 18,125 m  | 2,525 m   | 3,373 m | 17,9 t     | MAN E2876 LUH02         | 152          |
| Avancity+ S HTB     | 17,8 m    | 2,525 m   |         |            | MAN D0836 LFL 64        | da 135 a 147 |

## Diffusione

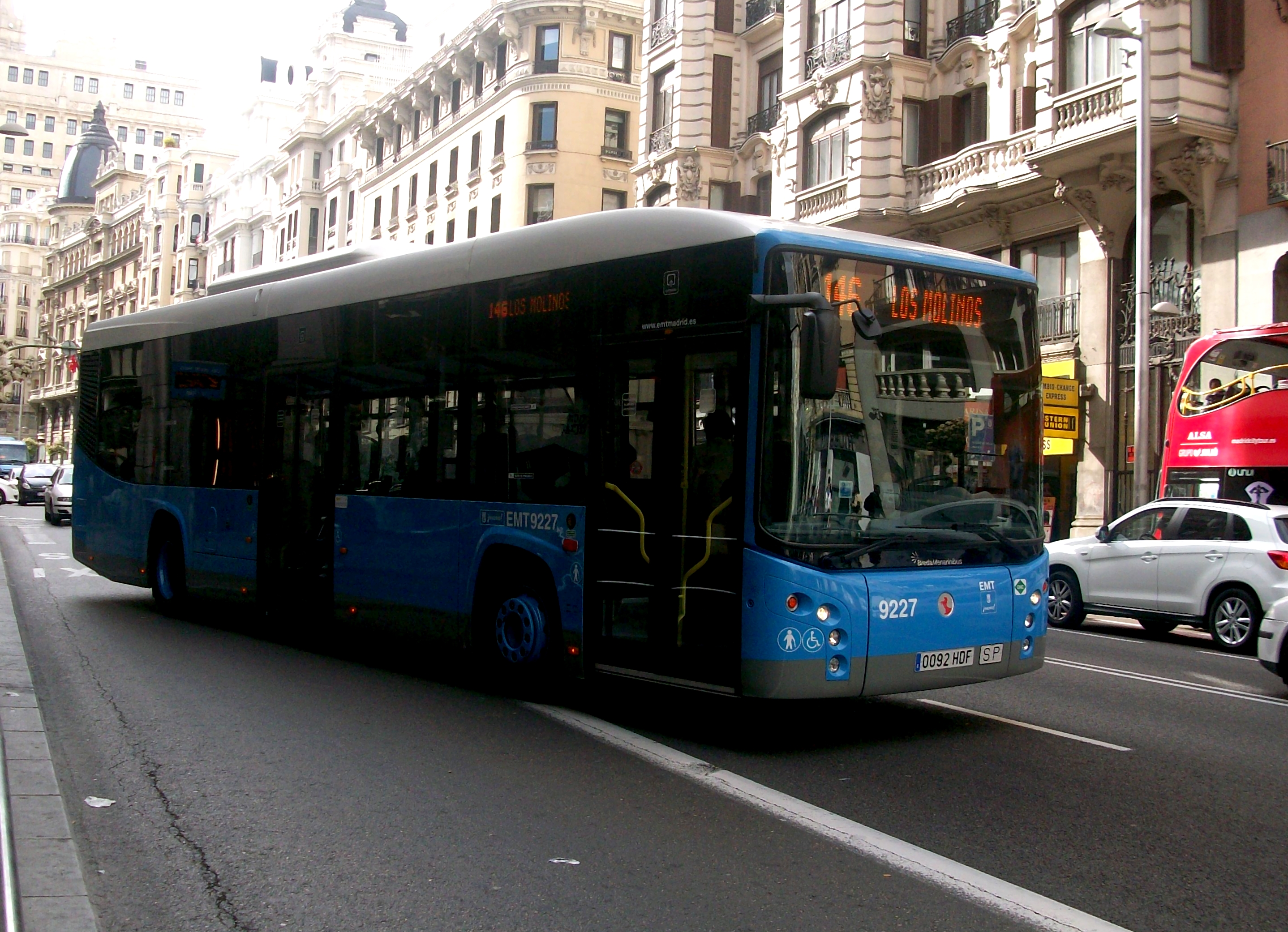
Avancity+ GNC 12 in servizio a Madrid

Le prime versioni dell'Avancity hanno riscontrato uno scarso successo, tanto che le principali commesse sono state i 45 esemplari acquistati da AMT (Genova) , i cinque acquistati da ATAF (Foggia),  i sei acquistati da Arriva Udine, i dodici acquistati da KYMA Mobilità di Taranto e i diciotto acquistati da ATV (Verona), di cui tredici in versione LU Exobus e cinque in versione NU Exobus.Una corposa flotta venne acquistata da AMTS Catania nel 2007.
L'Avancity+ si è invece diffuso maggiormente. I più grandi quantitativi sono stati realizzati per İETT, che ne ha acquistati oltre 500, e Roma TPL, che ne ha acquistati 120. Diversi esemplari sono entrati anche nelle flotte di ATAF e poi ATAF Gestioni (Firenze), AMT (Genova), ATB (Bergamo), ATP Azienda Trasporti Provinciali, ATV (Verona),APAM (Mantova),EMT (Madrid), MOM, SETA, SVT (Vicenza), TPER e Trotta Bus Services.
La versione filoviaria è stata prodotta in 45 esemplari acquistati nel 2009 da Roma Metropolitane e impiegate a partire dal 2017 sulle linee della rete filoviaria di Roma gestita da ATAC. Lo stesso progetto era stato presentato anche per la rete filoviaria di Riad.